# Patagônides
O sistema dos Patagônides, serras dos Patagônides ou simplesmente Patagônides, é um conjunto montanhoso da Patagônia argentina, que se eleva como serras isoladas acima das mesetas, se estendendo de maneira quase paralela à cordilheira dos Andes, desde o extremo sul da província de Mendoza até o lago Musters, em Chubut, percorrendo mais de 1.000 km. Originaram-se por dobramentos durante a era Mesozoica.

## Denominação
O conceito de "Patagônides" foi criado pelo doutor em geologia Juan Keidel, definindo-o nesta fase de movimentos supracetácicos, bem como descrevendo de antemão o conceito de "Gondwanides" para os movimentos de cordilheira hercíneos.
Possui vários nomes, entre eles "sistema das Patagônides", "sistema dos Patagônides", "serra dos Patagônides", ou simplesmente "Patagônides". Há também nomes antigos que foram abandonados, por exemplo: "Circumpatagônides", "montanhas de dobramentos" e "Serras centrais patagônicas".

## Origem
Durante o ciclo patagonídico, em sua etapa do Cretácico médio, a região austral e norte da Patagônia, bem como o arquipélago da Terra do Fogo, sofreram importantes eventos de deformações. O plegamiento dos Patagônides levantou-se no fim do mesozoico, acompanhando uma intensa atividade vulcânica. Foi formado num geosinclinal de dimensões limitadas, sendo um movimento precursor do mais notório plegamiento andino do Terciário. A orogênica hurônica fraturou as rochas precámbricas preexistentes: granitos, granodioritos, anfibolitas, que posteriormente sofreram os efeitos de uma intensa ação mecânica.
No mesozoico da Patagônia a placa Antártica deu lugar à formação do Maciço Patagônico, que entra em contato com o Maciço de Brasília no Rio Colorado. O Maciço Patagônico sofreu intensos movimentos epirogênicos de ascensão e descensão sobre a linha do mar durante esta era. Ao ascender a placa deste maciço, produziu-se uma regressão marinha que depositou sedimentos de origem continental. Os materiais provenientes da erosão dos relevos formados no Oeste, junto com sedimentos de origem marinha, rechearam o geossinclinal localizado em alguns setores da Patagônia, hoje conhecidas como "bacias", nas quais se formaram depósitos de hidrocarburos (petróleo e gás). Estas bacias formaram-se a partir de restos fósseis vegetais e animais, já que o clima quente e úmido dessa era favoreceu o desenvolvimento de extensos bosques e a presença de grandes répteis. Também se registou uma intensa atividade vulcânica, como se observa ainda hoje em grandes crateras cobertos por lava (conhecidas como nesocratões).

## Distribuição
Todo este sistema forma um longo armazém de um largo de uns 60 a 70 km. Seu extremo norte desprende-se da cordillera de ande-los à latitud 36° 50'S, ao norte da confluencia dos rios Grande e Barranca no extremo sul de Mendoza (segundo outros autores é no neuquino rio Agrio), percorrendo logo todo o oeste do Neuquén, de Rio Negro, e de Chubut, até a zona centro-sul do território provincial na latitud 45° 30'S, no lago Musters, se destacando em seu extremo sul o cerro San Bernardo, em inmediaciones da localidade de Sarmiento. Todo este sistema forma uma longo mercado de peixe com uma largura de cerca de 60 a 70 km. Sua extremidade norte é separada da cordilheira dos Andes na latitude 36 ° 50'S, ao norte da confluência dos rios Grande e Barranca, na ponta sul de Mendoza (segundo outros autores, fica no rio Neuquino Agrio),
em seguida, atravessando todo o oeste de Neuquén, Río Negro e Chubut, até a parte centro-sul do território provincial, na latitude 45 ° 30'S, no Lago Musters, destacando-se no extremo sul de San Bernardo, nas proximidades de a cidade de Sarmiento. Tem seu limite austral no cotovelo do Rio Senguer, apresentando-se algumas alturas menores já no meio das mesetas patagónicas, formando com elas quase uma unidade paisajística, com sua intrincada mistura de terraços, serras, cañadones, mesetas, vales, depressões, baixos, salinas, lagoas, etc.

## Geomorfologia

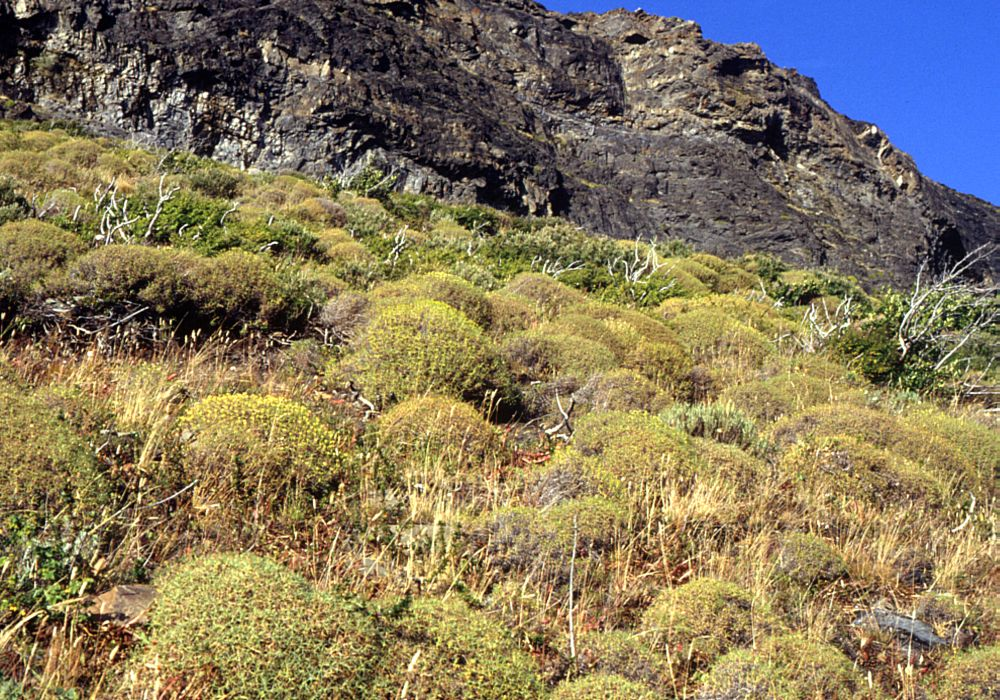
O neneo (Mulinum spinosum), um arbusto característico destas serras.

Desde um ponto de vista geomorfológico, faz parte do conjunto de unidades morfoestruturais do setor sul da Argentina, junto com a cordilheira Principal, a cordilheira Patagônica e a Patagônia oriental.
De norte a sul, limita-se ao oeste com os sistemas orográficos da cordilheira Principal, a cordilheira Patagônica, e a Pré-cordilheira. Ao leste, em sua parte central, se limita com o sistema de Somuncurá.
Em suas bordas, em especial no trecho neuquino, encontram-se altos vulcões que se projetam às mesetas adjacentes mediante extensos mantos basálticos. Por seu lado oeste, estes cordões estão separados da cordilheira dos Andes pela grande depressão subandina pela qual correm os trechos superiores de vários rios cordilleranos: Neuquén, Agrio, Aluminé, Chico, Chubut, Tecka, Languiñeo, Genoa, Senguer, etc. O limite pelo leste é demarcado pelas altas mesetas que da Patagônia típica, num sentido fisiográfico mais estrito.
O conjunto divide-se em duas grandes seções, divididas por uma peneplanície localizada a cerca de 1.200 metros de altura, formada por rochas cristalinas precámbricas e massas intrusivas paleozoicas no sul de Neuquén, no arco que forma o rio Limay com seu afluente o rio Collón-Curá. Esta peneplanície  culmina na serra da Angostura. Também se prolonga do lado de Rio Negro, com formas abruptas, em especial entre Comallo e Mencué.
De oeste a leste, depois do dobramento andino, encontram-se grabens e horsts, enquanto os lagos glaciares estão embalsados por lomadas de origem morena (drumlins) que parcialmente também formam a borda do sistema orográfico dos Patagônides.

## Relevo
Em parte eles foram cobertos por sedimentos após o Cretáceo, sendo as montanhas os afloramentos do sistema. Eles são caracterizados por serem seções de altura média que mal ultrapassam os 1.800 metros acima do nível do mar. Eles geralmente têm a forma de arcos com concavidades voltadas para o leste. Suas encostas orientais são mais secas e mais suaves que as ocidentais.Eles formam baixas elevações com bordas arredondadas, polidas, desgastadas devido à intensa erosão a que foram submetidas. As cadeias de montanhas em seu setor mais ao sul são de proporções ainda mais modestas, quase iminentes cerca de 330 metros acima do nível dos planaltos circundantes, em sua altura média. Onde aparecem rochas resistentes, a erosão esculpiu colinas de encostas abruptas, exibindo morros isolados.

## Seções que a compõem

### Em Neuquén
- Arcos do Espinazo del Zorro
- Arcos de Chacaicó
- Arcos da serra da Vaca Morrida
- Serra do Chachil. Sua montanha principal, o cerro Atravesada, tem uma altitude de 1.940 metros acima do nível do mar; embora alguns autores o tratem como pertencente à pré-cordilheira Neuquina .
- Cadeia de Provam-Lil
- Cadeia de Cuyín Manzano
- Serra da Angostura

### Em Rio Negro
- Cadeia de montanha Anecón Grande (muito erosada e com cumes arrendondados).

### Em Chubut
- Serra Nevada
- Serra Rosada
- Serra Toquetrén
- Serra Hualjaina
- Serra Tepuel
- Serra Olte
- Serra Cañadón Grande
- Serra Quadrada
- Serra Aisladores ou Telégrafo
- Serra Bom Pasto
- Serra Castillo
- Serra Pastos Alvos
- Serra San Bernardo
- Serra Cutancunué. O Cerro Cutancunué, a 1.885 metros acima do nível do mar, é o ápice do sistema, embora outros autores apontem que em Neuquén estejam os picos mais altos do sistema, com cristas rochosas e cordilheiras superiores a 2.000 metros acima do nível do mar.[8][9] Deve-se destacar também que o Cerro Anecón Grande em Río Negro alcança uma altitude de 2.023 metros acima do nível do mar.

## Clima
O clima pode ser definido como uma estepe com tendência ao clima mediterrâneo, com uma estação chuvosa de inverno, na qual ocorrem ocasionalmente fortes nevascas e a maior parte da precipitação anual, que varia entre os 200 e os 300 mm. A baixa precipitação pluviométrica e sua distribuição no inverno determinam um forte déficit hídrico no verão.
Os ventos ocidentais, vindos do anticiclone do Pacífico e carregados de umidade, precipitam-se copiosamente na parte ocidental dos Andes, mas secam rapidamente para o leste, alcançando os Patagônides com muito pouca umidade.

## Solos
Os afloramentos rochosos consolidados ocupam áreas extensas e seu relevo abrupto impediu o depósito de loesse ou cinza vulcânica, sendo comum a "rocha nua" ou solos aridisolos e entisolos muito rasos, freqüentemente cobertos por "tehuelches" e pedras de basalto, onde apenas pradarias naturais e pequenos arbustos prosperam.

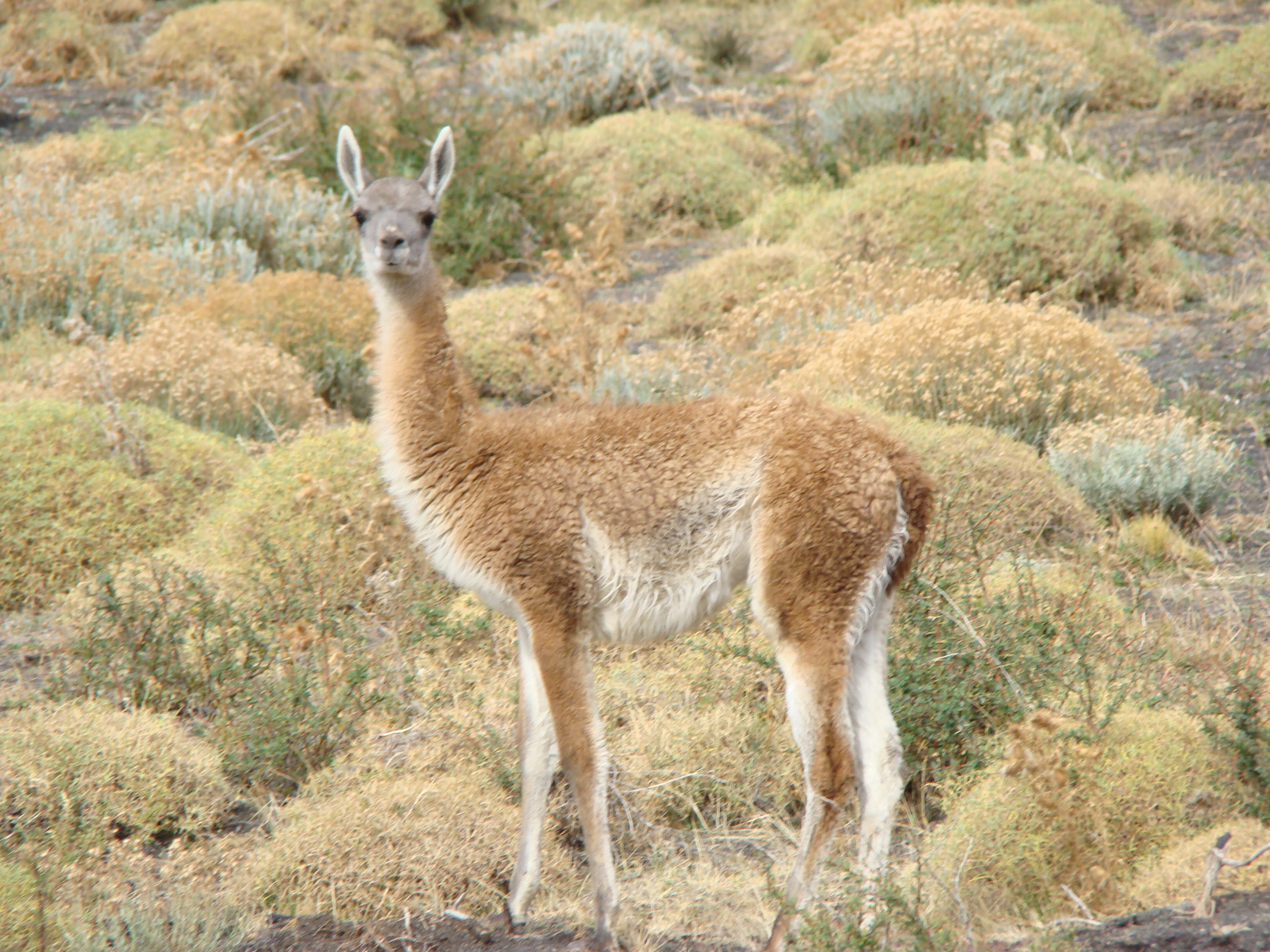
O guanaco é o mamífero característico destas serras.

## Flora
Dado o frio intenso e a aridez predominante, aumentados pelos constantes ventos do quadrante ocidental, há apenas uma vegetação xerofilia esparsa, gramíneas curtas e duras e pequenos arbustos na forma de almofada.
A vegetação é caracterizada por estepes graminóides. Um arbusto característico da região é a Fabiana imbricata, que forma moitas nas encostas, juntamente com pastos de coirón amargo (Stipa speciosa) e coirón doce (Festuca pallescens). Acompanhando esta formação há outros arbustos: o espinheiro negro (Discaria articulata), o neneo (Mulinum spinosum), o charcao (Senecio bracteolatus) e o abrojo (Acaena splendens).
Fitogeograficamente corresponde ao "Distrito Subandino" da província fitogeográfica patagônica, que forma uma faixa entre os outros distritos de estepe para o leste e a Província Subantártica para o oeste.

## Etnologia
A região era morada de algumas comunidades da etnia tehuelche, ou aonikenk, especialmente essas seções eram a fronteira oriental da parcialidade "gennakenk" do chamado "País dos Morangos" ou "Chulilaw", uma região delimitada aproximadamente ao norte pelo lago Nahuel Huapi, a leste pelas baixas cordilheiras dos Patagônides, a oeste pelos altos cumes dos Andes e ao sul pelo lago Buenos Aires/General Carrera.